# Georg Forchhammer
Johannes Georg Forchhammer (født 22. maj 1861 i Aalborg, død 23. juli 1938 i Ordrup) var en dansk døveunderviser.
Han var søn af Johannes Forchhammer, blev student fra Herlufsholm 1879, cand. polyt. 1885, kortvarigt ansat på Gamle Carlsberg, var timelærer ved Metropolitanskolen 1886-91, lærer i fysik ved Søofficersskolen 1888-91 og fra 1891 forstander for den kongelige døvstummeskole i Nyborg. 1909 forflyttedes han til Det kongelige Døvstummeinstitut i Fredericia. Han tog sin afsked som forstander 1926. Forchhammer blev Ridder af Dannebrog 1905 og Dannebrogsmand 1926.
Han opfandt fonoskopet og udgav sammen med fysiklæreren på Herlufsholm, overlærer Jul. Petersen et par lærebøger i mekanisk fysik og astronomi.
Forchhammer blev doktor i filosofi i 1903 med afhandlingen Om nødvendigheden af sikre meddelelsesmidler i døvstummeundervisningen. Afhandlingen introducerede blandt andet mundhånd-systemet, et tegnsystem der byggede på ordlyd i stedet for individuelle bogstaver. Systemet blev anvendt i undervisningen af døve op igennem det 20. århundrede, hvorfor det er meget udbredt blandt danske døve der voksede op i denne periode.
Ud over hans engagement i undervisningen af døve var Forchammer også involveret i afholdsbevægelsen og i ido-reformen af esperanto.
Johannes Georg Forchhammer (1861-1938) var fader til forstander Eiler Forchhammer (1890-1980).